# Пащенко, Дмитрий Романович
Дмитрий Романович Пащенко (1759—1809) — малороссийский дворянский историк и статистик Российской империи. Автор «Описания Черниговского наместничества» 1781 года.

## Биография
Происходил из малороссийского казачьего рода, восходящего ко второй половине XVII века. Сын войскового товарища Романа Ивановича Пащенко.
В феврале 1772 года, в возрасте тринадцати лет поступил на службу в полковую Гадяцкую канцелярию, откуда в 1777 году был переведен в Малороссийскую коллегию.
Произведенный в чины: полкового канцеляриста (10 января 1774 года), коллежского канцеляриста (18 декабря 1777 года) и войскового товарища (22 января 1781 года), с 12 августа 1779 года находился в особой комиссии, учрежденной графом П. А. Румянцевым-Задунайским и имевшей целью описание Малороссии в статистическом отношении для руководства при разделении Малороссии на три губернии.
После учреждения в 1782 году Черниговского наместничества, Пащенко, окончив свои занятия в Комиссии, определён был секретарём в 1-й Департамент Черниговского губернского магистрата и одновременно с этим находился в Комиссии о размежевании малороссийских губерний. 30 сентября 1783 года он был произведен в чин полкового писаря, а 31 декабря 1784 вышел в отставку.
1 января 1785 года был избран от дворянства заседателем в бывший Березинский уездный суд, а 20 мая того же года стал титулярным советником.
Оставаясь в должности заседателя Березинского уездного суда в течение 6 лет (до 1 января 1791 года), Пащенко в начале января 1794 года был избран судьей того же суда, и оставался на этом посту до упразднения г. Березного, последовавшего 1 мая 1797 года.
10 марта 1796 года Пащенко был произведен в коллежские асессоры, и с мая 1797 по 1798 год был членом суда, особо учрежденного в селе Хлопяниках Городницкого уезда Житомирский уезд Волынской губернии. В 1802 году избран был подкоморием Городницкого уезда, в этой должности состоял ещё в 1809 году.
Находясь с 1779 по 1782 год в упомянутой выше комиссии, учреждённой П. А. Румянцевым-Задунайским, Пащенко в 1781 году составил «Описание Черниговского наместничества». Рукопись этого труда найдена была в 1860-х годах историком А. М. Лазаревским в архиве Черниговского губернского правления между делами бывшей Малороссийской Коллегии и напечатана им в «Черниговских губернских ведомостях» 1867 (№ 44, 45, 46, 47 и 48) и 1868 года (№ 1, 4, 6, 7 и 9), в «Записках Черниговского Губернского Статистического Комитета» 1868 года (книга 2-я, выпуски 1-й и 2-й, стр. 1—55) и отдельно в Чернигове в 1868 году.
Описание это принадлежит к числу замечательных статистических работ, сделанных по распоряжению Румянцева для ближайшего изучения находившейся под его управлением Малороссии и содержит в себе множество цифровых данных, касающихся населения, экономического положения каждого села и знакомит нас как с производительностью земли, так и с промыслами сельского населения. Труд этот, несомненно легший в основу подобного же труда А. Шафонского («Черниговского Наместничества топографическое описание», Киев, 1851), ставит автора его в число видных исследователей малороссийской истории и статистики.